# 科里亞克山脈
科里亞克山脈是俄羅斯的山脈，位於西伯利亞地區堪察加州和楚科奇自治區境內阿納德爾河南部和堪察加半島東北部，是西伯利亞第二大山脈。
62°30′N 172°00′E / 62.500°N 172.000°E